# Bruno Méndez
Bruno Méndez Cittadini (Montevideo, 10 settembre 1999) è un calciatore uruguaiano, difensore del Toluca.

## Carriera

### Club
Cresciuto nel settore giovanile del Montevideo Wanderers, ha esordito il 19 novembre 2017 in occasione del match di campionato vinto 1-0 contro il Rampla Juniors.

### Nazionale
Ha partecipato ai Mondiali Under-20 del 2019.
Nel 2018 ha esordito nella nazionale maggiore uruguaiana.

## Statistiche
Statistiche aggiornate al 26 gennaio 2019.

### Cronologia presenze e reti in nazionale
| Cronologia completa delle presenze e delle reti in nazionale ― Uruguay | Cronologia completa delle presenze e delle reti in nazionale ― Uruguay | Cronologia completa delle presenze e delle reti in nazionale ― Uruguay | Cronologia completa delle presenze e delle reti in nazionale ― Uruguay | Cronologia completa delle presenze e delle reti in nazionale ― Uruguay | Cronologia completa delle presenze e delle reti in nazionale ― Uruguay | Cronologia completa delle presenze e delle reti in nazionale ― Uruguay | Cronologia completa delle presenze e delle reti in nazionale ― Uruguay |
| Data                                                                   | Città                                                                  | In casa                                                                | Risultato                                                              | Ospiti                                                                 | Competizione                                                           | Reti                                                                   | Note                                                                   |
| ---------------------------------------------------------------------- | ---------------------------------------------------------------------- | ---------------------------------------------------------------------- | ---------------------------------------------------------------------- | ---------------------------------------------------------------------- | ---------------------------------------------------------------------- | ---------------------------------------------------------------------- | ---------------------------------------------------------------------- |
| 16-11-2018                                                             | Londra                                                                 | Brasile                                                                | 1 – 0                                                                  | Uruguay                                                                | Amichevole                                                             | -                                                                      |                                                                        |
| 20-11-2018                                                             | Saint-Denis                                                            | Francia                                                                | 1 – 0                                                                  | Uruguay                                                                | Amichevole                                                             | -                                                                      | 82’                                                                    |
| 14-6-2023                                                              | Montevideo                                                             | Uruguay                                                                | 4 – 1                                                                  | Nicaragua                                                              | Amichevole                                                             | -                                                                      | 85’                                                                    |
| 20-6-2023                                                              | Montevideo                                                             | Uruguay                                                                | 2 – 0                                                                  | Cuba                                                                   | Amichevole                                                             | -                                                                      | 68’                                                                    |
| 8-9-2023                                                               | Montevideo                                                             | Uruguay                                                                | 3 – 1                                                                  | Cile                                                                   | Qual. Mondiali 2026                                                    | -                                                                      | 86’                                                                    |
| 17-10-2023                                                             | Montevideo                                                             | Uruguay                                                                | 2 – 0                                                                  | Brasile                                                                | Qual. Mondiali 2026                                                    | -                                                                      | 68’                                                                    |
| Totale                                                                 |                                                                        | Presenze                                                               | 6                                                                      |                                                                        | Reti                                                                   | 0                                                                      |                                                                        |

| Cronologia completa delle presenze e delle reti in nazionale ― Uruguay under 20 | Cronologia completa delle presenze e delle reti in nazionale ― Uruguay under 20 | Cronologia completa delle presenze e delle reti in nazionale ― Uruguay under 20 | Cronologia completa delle presenze e delle reti in nazionale ― Uruguay under 20 | Cronologia completa delle presenze e delle reti in nazionale ― Uruguay under 20 | Cronologia completa delle presenze e delle reti in nazionale ― Uruguay under 20 | Cronologia completa delle presenze e delle reti in nazionale ― Uruguay under 20 | Cronologia completa delle presenze e delle reti in nazionale ― Uruguay under 20 |
| Data                                                                            | Città                                                                           | In casa                                                                         | Risultato                                                                       | Ospiti                                                                          | Competizione                                                                    | Reti                                                                            | Note                                                                            |
| ------------------------------------------------------------------------------- | ------------------------------------------------------------------------------- | ------------------------------------------------------------------------------- | ------------------------------------------------------------------------------- | ------------------------------------------------------------------------------- | ------------------------------------------------------------------------------- | ------------------------------------------------------------------------------- | ------------------------------------------------------------------------------- |
| 18-1-2019                                                                       | Talca                                                                           | Uruguay under 20                                                                | 0 – 1                                                                           | Perù under 20                                                                   | Sudamericano Sub-20 2019 - 1º turno                                             | -                                                                               |                                                                                 |
| 20-1-2019                                                                       | Curicó                                                                          | Uruguay under 20                                                                | 3 – 1                                                                           | Ecuador under 20                                                                | Sudamericano Sub-20 2019 - 1º turno                                             | -                                                                               |                                                                                 |
| 24-1-2019                                                                       | Curicó                                                                          | Uruguay under 20                                                                | 0 – 1                                                                           | Argentina under 20                                                              | Sudamericano Sub-20 2019 - 1º turno                                             | -                                                                               |                                                                                 |
| 26-1-2019                                                                       | Talca                                                                           | Uruguay under 20                                                                | 1 – 0                                                                           | Paraguay under 20                                                               | Sudamericano Sub-20 2019 - 1º turno                                             | -                                                                               |                                                                                 |
| Totale                                                                          |                                                                                 | Presenze                                                                        | 4                                                                               |                                                                                 | Reti                                                                            | 0                                                                               |                                                                                 |

## Palmarès
- Campionato messicano: 1

Toluca: 2024-2025 (Clausura)